# ジョチ家
ジョチ家（ジョチけ）は、チンギス・ハーンの長男であるジョチから始まる家系である。

## 経歴

### 始祖のジョチ
ジョチとはモンゴル語で「客人」を意味するが、チンギスの長男であるジョチは生母のボルテがメルキト族に略奪され、チンギスがそれを奪回した後に誕生した故につけられた名である（ただし集史ではボルテが略奪前に懐妊していたとされている）。このため、種違いであるとして周囲から疑われたが、軍人としてはチンギスにも劣らぬ名将で、モンゴル統一から華北進出、大西征で多くの軍功を立てた。しかし次弟のチャガタイと出生疑惑をめぐって確執があり、チンギス自身もその出生に疑惑を抱いていたのか（事実、1225年にチャガタイにジョチの討伐軍編成を命じたりしている）、後継者には3弟のオゴデイを選んだ。ジョチには大西征の後、キプチャク地方とロシア南部の所領を与えられたが、1225年には出生疑惑が頂点に至り、チンギスのモンゴル召還命令が下る。だがジョチはその年に病死した。

### サイン・ハーンのバトゥ
ジョチの死後、長男のオルダが病弱がちだったことから、次男のバトゥが後継者となる。バトゥは後世にサイン・ハーン（偉大なる賢君）と伝えられるほどの名将で、1236年からオゴデイの命令でモンゴル東欧遠征軍の総司令官としてポーランド王国やキエフ大公国、ハンガリー王国など東欧諸国を相次いで蹂躙する。この遠征は1241年にオゴデイが病死するまで続けられ、東欧におけるジョチ・ウルスの基盤が築かれた。
しかし東欧遠征ではトルイ家のモンケと盟友になるまでの親密を築く一方で、オゴデイ家のグユクやチャガタイ家のブリらと対立。オゴデイ並びにチャガタイ没後はトルイ家のモンケを帝国後継者として支持したが、オゴデイ・チャガタイ家連合のドレゲネの政治工作に敗れてグユクが第3代となる。これをバトゥは承認せず両者の対立は決定的となるが、グユクは1248年に急死した（グユクは西征すると称して軍備を増強しており、バトゥが自らを討伐するものと察して機先を制して暗殺したという説もある）。
グユクの死後、またも両家は後継をめぐって対立。しかしチャガタイ・オゴデイ家連合には有力な人材を欠いており、帝国内長老として絶大な影響力と発言力を持つバトゥの支持を受けたモンケが第4代となり、チャガタイ・オゴデイ両家は徹底的なバトゥらの粛清を受けた。
バトゥ自身は最後まで帝国の君主となることはなかったが、黒幕としてその実力や影響力は絶大でほとんど君主と代わりはなかった。

### 安定期
バトゥの死後はその息子であるサルタクとウラクチが継いだがどちらも短命で終わり、バトゥの弟であるベルケが継いだ。ベルケはトルイ家のフレグ・アバカ父子とアゼルバイジャンの領有をめぐって対立し、没落したチャガタイ家やオゴデイ家の復権に協力した。ベルケの死後、モンケ・テムルの時代を経るとジョチ・ウルスでは後継者や権力者の座をめぐって内乱が起こり、1291年にモンケ・テムルの末子であるトクタが後を継ぐことで収束。このトクタとその甥であるウズベク・ハンの時代にジョチ・ウルスは安定期から全盛期を迎えたのであった。

### 混乱期
1340年にウズベク・ハンが死去することで全盛期は終焉。またも国内で内乱が起こり、1359年にウズベク・ハンの孫であるベルディベクの死で、ジョチ・ウルスの嫡流となっていたバトゥ系の血統は断絶。しかも1379年までに21人の君主が乱立するという大混乱状態となった。

### トクタミシュの奔走と挫折
ジョチの13男の末裔であるトクタミシュは、当時中央アジアで一大勢力を築き上げていたティムールに接近。その支援を得てジョチ・ウルスの統一に成功するも、ジョチやバトゥ時代の栄光を夢見てかティムールと対立。1395年までの6年間にわたっての抗争で大敗してかえってジョチ・ウルスの勢威は失墜し、トクタミシュ自身も没落した。1404年にティムールに臣従してジョチ・ウルスに復権するも、ティムールが1405年に死去すると後ろ盾を失って孤立。結局1406年に殺害された。

### 終焉へ
トクタミシュの死後、ジョチ・ウルスは統一を失い、国内でジョチ家の末裔にあたる国が乱立する。このため東欧諸国の反攻を招く結果となり、政治的な実力を全く失ったジョチ・ウルスは1502年に滅亡した。
ただし、ジョチ家自身はその後も続き、1917年のロシア革命までカザフではジョチ家の支配が続いた。